# Anna Tunnicliffe
Anna Tunnicliffe (Doncaster, 17 de outubro de 1982) é uma velejadora estadunidense.

## Carreira
Foi a primeira medalhista olímpica de ouro na classe Laser Radial nos Jogos Olímpicos de Pequim 2008. Competiu pela classe Snipe e atualmente pela Elliott 6m. Ela foi campeã mundial na classe Snipe e Elliott 6m.